# Pensi La
Der Pensi La liegt im Distrikt Kargil des Unionsterritoriums Ladakh im Nordwesten Indiens.
Er trennt die Quellgebiete des Suru im Westen und des Stod (Doda) im Osten. Über den 4400 m hohen Pass führt eine 240 km lange Stichstraße von Kargil im unteren Surutal nach Padum, Hauptort des Tehsil Zanskar, am Zanskar-Quellfluss Lungnak.
Die Passstraße bietet einen Blick auf den südlich gelegenen Drang-Drung-Gletscher, der den Stod speist. Die Berge Nun und Kun befinden sich westlich des Pensi La.